# Radoslav Hlapen
Radoslav Hlapen, in serbo Радослав Хлапен, (1322 – 1383-1385), è stato un militare serbo, voivoda e governatore provinciale al servizio dell'imperatore di Serbia Stefano Uroš IV Dušan.
Prese parte alla conquista della Macedonia da parte dell'Impero bizantino e per premio gli fu affidata una regione a nord della Tessaglia, quale governatore, agli inizi degli anni 1350.

## Biografia
Radoslav nacque intorno al 1322. Secondo Giovanni VI Cantacuzeno, imperatore bizantino, Radoslav era "veramente tra i più noti [di nobiltà serba], un parente di Stefano Uroš IV Dušan". Partecipò ad operazioni tendenti all'espansione dell'impero (Macedonia) negli anni 1340, e intorno ai primi anni 1350 venne nominato governatore di Edessa (in slavo: Voden), Veria e Kastoria, a nord della Tessaglia.
L'imperatore Dušan morì a Devoll, il 20 dicembre 1355 e gli succedette suo figlio Stefano Uroš V di Serbia. Dopo la morte violenta del governatore della Tessaglia, il  cesare Gregorio Preljub (1356), il figlio di questi Thomas reclamò la successione per la vedova Irene. La famiglia Preljubović fu costretta a fuggire davanti all'avanzata di Niceforo II Orsini nel 1356. Successivamente Irene sposò Radoslav Hlapen, che adottò Thomas.

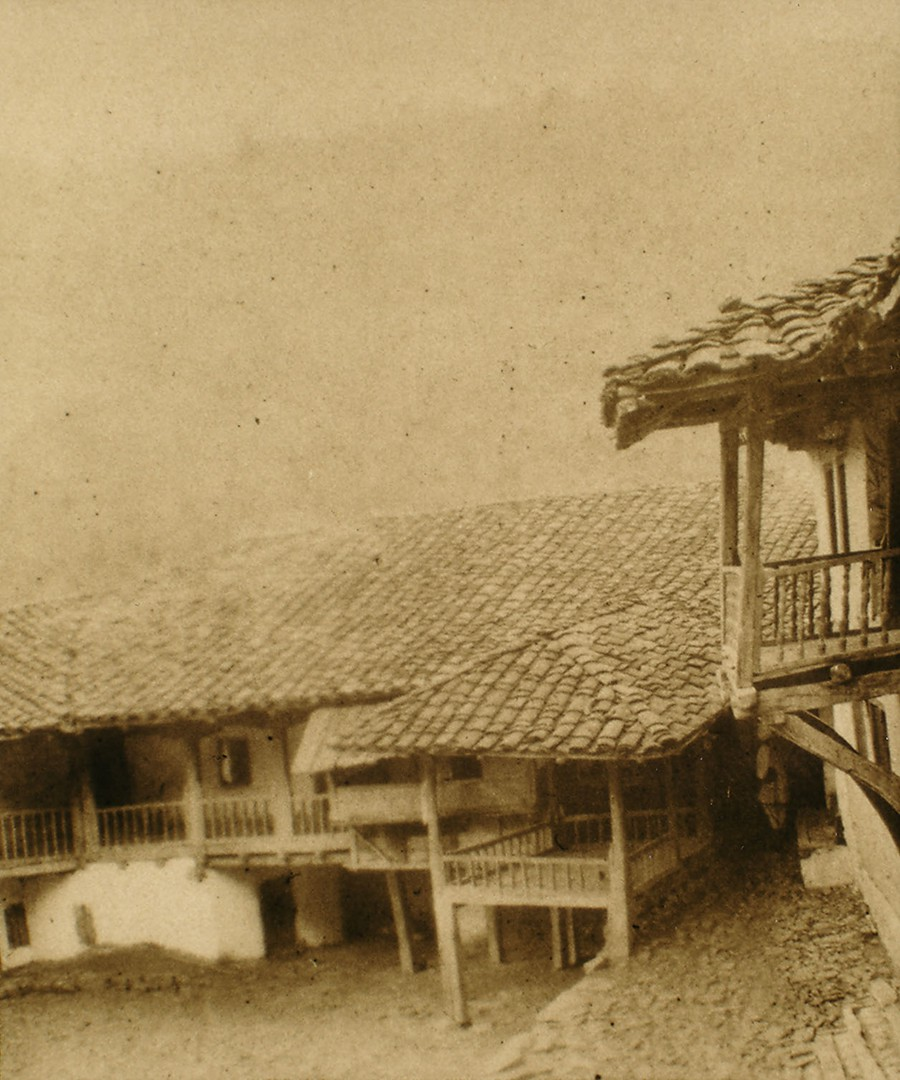
Macedonia. Il monastero serbo di Kučevište, Skopje, 1903.

Il despota Simeon Uroš, fratello di Dušan, fu nominato governatore di Epiro e Acarnania nel 1348. Dopo la morte di Dušan e la susseguente invasione di Niceforo II Orsini, Simeon Uroš riparò a Kastoria, dove si proclamò "Imperatore dei serbi, greci e albanesi". Simeon Uroš ottenne il supporto di Giovanni Comneno Asen (fratellastro di Dušan). In risposta, la nobiltà serba tenne un concilio a Skopje nell'aprile 1357, alla fine del quale decise di sostenere l'imperatore Uroš, secondo il volere di Dušan. Nell'estate 1358, Simeon Uroš avanzò ma venne fermato a Scutari, dove la sua armata di 5 000 uomini venne sconfitta dalla nobiltà serba. Simeon Uroš fece ritorno a Kastoria e non tentò mai più di conquistare la Serbia. Durante l'assenza di Simeon Uroš, in quel tempo in Epiro (1359), Hlapen invase la Tessaglia per mezzo del suo figliastro Thomas. Simeon Uroš fu costretto ad accettare le perdite, riconoscendo le conquiste di Radoslav Hlapen, cedendogli Kastoria e dando in sposa la figlia Maria a Thomas. Hlapen continuò a riconoscere la sovranità di Uroš, e creò una zona cuscinetto tra Uroš V e Simeon Uroš. Dopo la firma del trattato fra Hlapen e Simeon Uroš, quest'ultimo si stabilì in Tessaglia.
Si fece monaco e si stabilì in un monastero di Vodoča dove fu inumato dopo la morte. Un anello votivo in suo ricordo è stato trovato nel sito. Fondò anche una chiesa a Kučevište, Skopje.
Aveva sposato Irene, la vedova di Gregorio Preljub, ed ebbe tre figlie:
- Maria Angelina Radoslava, che sposò Alessio Angelo Filantropeno
- Jelena, andata sposa a Marko Mrnjavčević
- La terza, dal nome sconosciuto, sposò Nikola Bagaš (Nicholas Pagases)[5]